# Microregione di Óbidos
La Microregione di Óbidos è una microregione dello Stato del Pará in Brasile, appartenente alla mesoregione di Baixo Amazonas.

## Comuni
Comprende 5 comuni:
- Faro
- Juruti
- Óbidos
- Oriximiná
- Terra Santa